# Patrick Stevens
Patrick Stevens (Leut, 31 gennaio 1968) è un ex velocista belga.

## Biografia
Ha vinto la medaglia di bronzo sui 200 metri ai Campionati europei di Helsinki 1994 e quella d'argento sulla stessa distanza ai Campionati europei di Gand 2000.
Ha partecipato a tre edizioni dei Giochi Olimpici: Seul 1988, Barcellona 1992 e Atlanta 1996; in quest'ultima occasione ottenne il suo miglior risultato giungendo settimo, unico atleta europeo qualificato per la finale dei 200 metri che vide la vittoria di Michael Johnson. Partecipò anche a quattro edizioni dei Campionati mondiali riuscendo a raggiungere la finale nel 1997, conclusa all'ottavo posto.
Miglior sprinter belga degli anni '90, si aggiudicò complessivamente 20 titoli nazionali assoluti: 12 sui 100 metri e 8 sui 200.

## Palmarès
| Anno | Manifestazione            | Sede     | Evento | Risultato | Prestazione | Note |
| ---- | ------------------------- | -------- | ------ | --------- | ----------- | ---- |
| 1994 | Campionati europei        | Helsinki | 200 m  | Bronzo    | 20"68       |      |
| 2000 | Campionati europei indoor | Gand     | 200 m  | Argento   | 20"70       |      |

## Campionati nazionali
- 12 volte campione nazionale assoluto sui 100 m (dal 1988 al 1995; 1997, 1999, 2000 e 2004)[1]
- 8 volte campione nazionale assoluto sui 200 m(dal 1988 al 1990; dal 1992 al 1994; 1996 e 2000)[1]

## Onorificenze
- Gouden Spike (1990, 1995, 1996)